# Mangalobythus
Mangalobythus is een geslacht van kevers uit de familie van de kortschildkevers (Staphylinidae).

## Soorten
- Mangalobythus acutifolius Tanokuchi, 1989
- Mangalobythus furcifer Tanokuchi, 1989
- Mangalobythus murphyi Tanokuchi, 1989